# Twinzz
Twinzz is een popgroep die bestaat uit 3 eeneiige tweelingen: Rick & Bob, Daniëlle & Maybritt en Laura & Nina. De band is gevormd uit het programma Twinzz, dat tot 15 mei 2008 te zien was bij de TROS.
De eerste single, De eerste dag (van de rest van je leven), kwam twee dagen na de finale van Twinzz uit.

## Discografie

### Singles
| Single met eventuele hitnotering(en) in de Nederlandse Top 40 | Datum van verschijnen | Datum van binnenkomst | Hoogste positie | Aantal weken | Opmerkingen |
| ------------------------------------------------------------- | --------------------- | --------------------- | --------------- | ------------ | ----------- |
| De eerste dag (van de rest van je leven)                      | 05-2008               | 31-05-2008            | 30              | 3            |             |